# Pi Virginis
Pi Virginis (8 Virginis) é uma estrela na direção da constelação de Virgo. Possui uma ascensão reta de 12h 00m 52.39s e uma declinação de +06° 36′ 51.8″. Sua magnitude aparente é igual a 4.65. Considerando sua distância de 356 anos-luz em relação à Terra, sua magnitude absoluta é igual a −0.54. Pertence à classe espectral A5V.